# Lilian Jeannette Rice
Lilian Jeannette Rice (12 de junio de 1889-22 de diciembre de 1938) fue una arquitecta estadounidense de principios del siglo XX. Sus diseños fueron principalmente en el estilo neocolonial español o neoandaluz de California. Varias de sus obras han quedado listadas en el Registro Nacional de Lugares Históricos de EE. UU. con la variante ortográfica de Lilian Jenette Rice.

## Biografía
Sus padres fueron Julius Augustus Rice (1854–1933) y Laura Steele Rice (1854–1939). Nació en National City, California, diez millas al norte de la frontera con México en South Bay, condado de San Diego. Era descendiente directa por línea paterna de Edmund Rice, uno de los primeros inmigrantes en la Colonia de la Bahía de Massachusetts.  En 1906 ingresó a la Universidad de California. Se licenció en Letras en Ciencias Sociales con especialización en arquitectura en 1910. En 1911 completó un curso de enseñanza allí mismo. Luego, regresó a National City, donde trabajó durante varios años en la oficina de la reconocida arquitecta de San Diego Hazel Wood Waterman. Más tarde enseñó dibujo geométrico en Russ High School (ahora San Diego High School ) y luego en San Diego State Teacher's College (ahora San Diego State University ).
En 1921, Richard Requa, de la firma Requa and Jackson, eligió a Rice para ser  la planificadora principal del nuevo desarrollo de Rancho Santa Fe en el condado de San Diego. Desde 1922 hasta 1927 se dedicó casi por completo a este proyecto. Una vez finalizada su sociedad con Requa y Jackson, Rice abrió su propio estudio de arquitectura en 1928. Había obtenido su licencia de arquitecta el año anterior. En 1931 se convirtió en miembro del Capítulo de San Diego del Instituto Americano de Arquitectura, una de las pocas mujeres admitidas hasta ese momento. En su estudio, contrató a otras mujeres para que trabajaran con ella, como por ejemplo la exalumna de Berkeley, Olive Chadeayne, quien trabajó con Rice hasta su muerte.
En julio de 1938, Rice fue diagnosticada con cáncer de ovario por el médico de La Jolla, Ross Paull, y el 22 de diciembre del mismo año murió a causa de esta enfermedad. En aquel momento era residente permanente de Rancho Santa Fe. Fue incinerada y sus restos fueron enterrados en el cementerio La Vista Memorial Park en National City. 
Algunos años después, las lápidas de su familia fueron vandalizadas y destruidas. Lo que generó algunas controversias respecto a su fecha de nacimiento porque al restaurarlas inscribieron mal los datos. El error fue subsanado por Miriam W. Sellgren, pariente de Rice entonces viva, quien se ocupó de que la lápida quede grabada con su año de nacimiento correcto. Los anuncios de nacimiento contemporáneos en el National City Record y el San Diego Union, más el certificado de nacimiento de Lilian Rice, prueban inequívocamente que nació el 12 de junio de 1889.
En Chula Vista, California, la escuela primaria lleva su nombre: "Lilian J. Rice".
Especialmente sus obras en Rancho Santa Fe pero también algunas otras, figuran en el Registro Nacional de Lugares Históricos (NRHP).
Un obituario del New York Times escrito muchos años después de su muerte, como parte del proyecto Overlooked, decía: "Ella insistió en tres cosas en sus diseños: moderación en la decoración, artesanía de alta calidad y armonía entre un hogar y su sitio". 
Según Times, en 2018 Rice fue incluida en Pioneering Women of American Architecture, un sitio web que presenta a 50 mujeres nacidas antes de 1940 que han contribuido de manera significativa en la arquitectura. Si bien el renacimiento colonial español era bastante frecuente en esa época, Rice masificó su uso en California, según cuenta Mary McLeod, profesora de arquitectura en la Escuela de Graduados de Arquitectura de la Universidad de Columbia y editora del proyecto del sitio web.
“Estaba diseñando y trabajando como arquitecta independiente y fue muy productiva”, dijo McLeod en una entrevista. “Me he preguntado si California ofrece más opciones a las mujeres, si hay más libertad allí”.
Rice diseñó al menos 60 viviendas en Rancho Santa Fe, según Welch. Y aunque muchas han sido remodeladas en gran medida desde que se construyeron, el nombre de Rice todavía tiene peso. “La gente aprecia y valora una casa de Lilian Rice”, dijo. “Era una loca de calidad”.

## Lista parcial de edificios

### Rancho Santa Fe, California
- Charles A. Shaffer House, 5610 La Crescenta (listado por NRHP)
- Claude and Florence Terwilliger House, 5880 San Elijo (listado en NRHP)
- George AC Christiancy House, 17078 El Mirador (listado por NRHP)
- Posada en Rancho Santa Fe (1922)
- Lilian Jenette Rice House, 16780 La Gracia (listado en NRHP)
- Norman and Florence B. Carmichael House, 6855 La Valle Plateada (listado en NRHP)
- Pearl Baker Row House (1926), 6122 Paseo Delicias (listado por NRHP)
- Estación de servicio y servicio Village (1926), Centro Cívico Rancho Santa Fe
- Club de jardinería Rancho Santa Fe (1937)
- Rancho Santa Fe Land and Improvement Company Office, 16915 Avenida de Acacias (listado en NRHP)
- Reginald M. y Constance Clotfelter Row House (1926), 6112 Paseo Delicias (listado por NRHP)
- Casa Samuel Bingham, 6427 La Plateada (listado por NRHP)

### Otros sitios
- Casa Robinson (1929), La Jolla, CA
- Casa Fleet-Rice-Hoyt (1936-1937)
- Martha Kinsey House, 1624 Ludington Ln., La Jolla, CA (1936; listado en NRHP)
- Casa club del ZLAC Rowing Club, Mission Bay, CA (1932) [Rice fue miembro del club y su presidente en 1915–1916][10]

## Otras lecturas
- Harris, Gloria G.; Hannah S. Cohen (2012). «Chapter 9. Architects». Women Trailblazers of California: Pioneers to the Present. Charleston, SC: The History Press. pp. 136–150 [141–45]. ISBN 978-1609496753.